# Heligoland (île)
Pour les articles homonymes, voir Heligoland (homonymie).
Heligoland, en allemand Helgoland, du bas allemand ancien signifiant « Terre sacrée » en français, est une île d'Allemagne située dans le Sud-Est de la mer du Nord. Avec l'île voisine de Düne, elle forme l'archipel et commune de Heligoland mais accueille l'intégralité des 1 149 habitants.

## Géographie
Heligoland est située à une quarantaine de kilomètres des côtes allemandes les plus proches qui sont celles de Cuxhaven en direction du sud-est. L'île voisine de Düne se trouve à l'est, de l'autre côté d'un petit détroit, le Reede.
L'île est de forme allongée dans le sens nord-ouest-sud-est et de 1,3 km2 de superficie. Trois unités géographiques forment l'île. L'Oberland est le nom du plateau d'une quarantaine de mètres d'altitude qui constitue la majorité de l'île. Cerné par des falaises sauf vers le sud, il accueille le Pinneberg, le point culminant de l'île et de l'archipel avec 61,3 mètres d'altitude, et le Lange Anna, un stack situé à l'extrémité septentrionale de l'île et culminant à 47 mètres d'altitude. Le Mittelland désigne les zones d'altitude intermédiaire entre le plateau et l'Unterland, les terrains proches du niveau de la mer. Les côtes sont en majorité artificialisées, y compris au pied des falaises afin de ralentir l'érosion. Dans le nord-est et le sud de l'île, des terre-pleins et des digues ont permis d'agrandir les installations portuaires et militaires.

## Démographie
L'île de Heligoland est peuplée de 1 149 habitants qui résident dans deux quartiers, l'un situé dans le sud-est de l'Oberland et l'autre à ses pieds, dans l'Unterland à proximité du port.